# Otto III. (Hoya)
Otto III. von Hoya († 13. April 1428) war 1383 bis 1428 regierender Graf von Hoya (Niedergrafschaft).

## Leben und Wirken

Siegel Otto III. von Hoya von 1384

Otto war Sohn von Graf Gerhard III. von Hoya und Jutta von Delmenhorst. In erster Ehe war Otto mit Adelheid von Diepholz
(† 1383) verheiratet. 1385 heiratete er seine zweite Frau, Mechthild von Braunschweig-Lüneburg († 1433), einer Tochter Herzogs Magnus II. Torquatus.
Seine Regierungszeit war geprägt von politischen und militärischen Bündnissen. Nachdem sein Vater im Lüneburger Erbfolgekrieg Bündnispartner der Welfen war, schloss sich Otto nach dessen Tode den Askaniern an. Nach der Schlacht bei Winsen (Aller), dem Abschluss des Erbfolgekrieges, geriet er in welfische Gefangenschaft, aus der er von der Stadt Lüneburg mit finanzieller Hilfe freigekauft wurde. Zwischen 1384 und 1408 verbündete er sich mehrmals mit Bremen. Bis 1423 folgten mehrere Fehden, u. a. mit den Grafen von Oldenburg, den Grafen von Tecklenburg und den Bischöfen von Bremen.
Otto kaufte die Grafschaft Neubruchhausen und errichtete die Burgen Freudenberg und Ehrenburg. Außerdem gründete der die Bürgersiedlungen Syke (1387) und Harpstedt (1396). Dort bestanden bereits Burgen, die durch den Kauf Neubruchhausens in seinen Besitz kamen. 1413 verlieh er Bücken die Bürgerrechte.
Seine letzte Ruhestätte fand Otto in der Martinskirche in Hoya.

## Nachkommen
- Otto, († 1455), folgte ihm als Graf nach
- Friedrich, († 1435), Domherr in Bremen
- Gerhard, († 1463), Erzbischof in Bremen
- Katharina, († 1474), Äbtissin in Wienhausen
- Magnus, († 1443), Subdiakon in Bremen
- Jutta, († 1415), heiratete Herzog Johann IV. zu Mecklenburg
- Irmgard, († 1426), heiratete Konrad X. von Diepholz